# Vignoble des Graves
Le vignoble des Graves est une subdivision du vignoble de Bordeaux, sur la rive gauche de la Garonne et au sud de la ville de Bordeaux. Il s'étend en 2024 sur 5 300 ha, et sa production est de 220 000 hl, dont 75 % de rouge et 25 % de blanc.

## Appellations
En plus des appellations génériques bordeaux, bordeaux-supérieur, crémant de Bordeaux et fine Bordeaux, le vignoble des Graves a quatre appellations spécifiques :
- pessac-léognan (rouges et blancs) ;
- graves-supérieures (blancs moelleux) ;
- graves (rouges et blancs) ;
- cérons (vins liquoreux).

La classification officielle des vins de Bordeaux de 1855 ne tenant pas compte des vins de Graves, un classement des vins de Graves fut établi en 1959. À noter, les enclaves des appellations sauternes et barsac, vins moelleux, au sud du vignoble des Graves.

## Géographie

### Géologie
La région des Graves doit son nom à son sol, composé de graves arrachées au relief pyrénéen et déposées il y a des millions d'années par la Garonne au fur et à mesure du retrait de la mer vers l'ouest. Il s'agit de dépôts de petits cailloux (gravier et galets) souvent mélangés à du sable et de l'argile, déposés par la Garonne et très prisés par les vignerons car ils retiennent de la chaleur. Elles forment une série de terrasses en pente douce de plus en plus anciennes à mesure qu'on s'éloigne du fleuve.
Il y a d'abord les « argiles des palus », formation argilo-sableuse des anciens marais bordant la Garonne (où est autorisée la production du bordeaux générique) ; puis il y a la terrasse datant du Mindel (Pléistocène moyen) formée de graves dans une matrice argileuse, à laquelle succède celle du Pléistocène inférieur (sur laquelle se trouve Haut-Brion, Pape Clément, Carbonnieux, La Louvière, Smith Haut Lafitte, etc.) avec enfin à l'ouest la « formation de Dépée » composée de sables argileux et de petits graviers (sur laquelle se trouve Fieuzal), qui annonce les sables landais.
À ce tableau se rajoutent les affluents rive gauche du fleuve qui non seulement découpent les terrasses en croupes, mais mettent au jour le substrat calcaire comme autant d'îlots : un peu de calcaire gréseux dit « faluns de Léognan » du Burdigalien près de Léognan, du « faluns de Labrède » qui est un calcaire friable (un peu sableux, fossilifère) datant de l'Aquitanien (Miocène inférieur) et du calcaire à Astéries du Stampien,.

### Climatologie
C'est un climat tempéré de type océanique, assez chaud pour permettre la culture des vignes même sur terrain plat. La pluviométrie est répartie de manière assez homogène tout au long de l'année avec des automnes plutôt pluvieux. Les températures donnent des hivers doux et des étés chauds sans sècheresse.
Les relevés de la station météorologique de Bordeaux-Mérignac (à 47 mètres d'altitude) sont représentatifs du climat de la Gironde.
| Mois                              | jan. | fév. | mars | avril | mai  | juin | jui. | août | sep. | oct. | nov.  | déc.  | année |
| --------------------------------- | ---- | ---- | ---- | ----- | ---- | ---- | ---- | ---- | ---- | ---- | ----- | ----- | ----- |
| Température minimale moyenne (°C) | 3,7  | 3,6  | 5,8  | 8     | 11,4 | 14,6 | 16,2 | 16,3 | 13,3 | 10,7 | 6,7   | 4,4   | 9,6   |
| Température moyenne (°C)          | 7,1  | 7,8  | 10,7 | 13    | 16,6 | 19,8 | 21,7 | 21,9 | 18,8 | 15,2 | 10,4  | 7,7   | 14,2  |
| Température maximale moyenne (°C) | 10,5 | 12   | 15,5 | 18    | 21,7 | 25   | 27,1 | 27,6 | 24,2 | 19,6 | 14,1  | 11    | 18,9  |
| Ensoleillement (h)                | 89   | 117  | 170  | 186   | 220  | 237  | 256  | 248  | 208  | 150  | 100   | 84    | 2 069 |
| Précipitations (mm)               | 86,9 | 66,9 | 63,3 | 75,6  | 71,1 | 70,4 | 48,6 | 56,7 | 81,2 | 83,3 | 114,5 | 106,4 | 924,9 |

### Encépagement
Pour les rouges :
- cabernet sauvignon N[5] : apporte au vin une grande garde tout en développant un bouquet remarquable ;
- merlot N : arômes de fruits mûrs et structure tannique légère ;
- cabernet franc N : apporte souplesse et élégance ;
- petit verdot N : cépage de maturité tardive, apporte au vin une couleur intense, une richesse tannique, et une puissance aromatique caractérisée par la violette ;
- côt (ou malbec) N : cépage peu présent dans l'appellation.

Pour les blancs :
- sauvignon B : apporte une richesse en sucre et un très bon potentiel aromatique ;
- sémillon B : cépage dominant dans la région, le sémillon donne des vins dorés, charnus et d’une grande finesse ;
- muscadelle B : elle apporte des notes fruitées et florales ;
- sauvignon gris G : arômes complexes de pamplemousse et de buis, complétés par une légère touche de pain grillé et de fumé. Le goût révèle des arômes de menthol et d’orange[6].

## Hiérarchie des prix
Le prix de vente des vignes ayant droit à l'appellation graves, que ça soit des parcelles en rouge comme en blanc, est officiellement en 2023 de 26 000 euros l'hectare (variant entre 10 000 et 38 000 €), tandis que pour l'appellation pessac-léognan elles se vendent à 450 000 € (de 350 000 à 600 000 €), des prix moindres que dans le vignoble du Médoc, mais bien plus que pour un hectare de l'appellation générique bordeaux rouge à 9 000 €/ha (de 4 000 à 17 000) ou de la terre agricole en Gironde qui est à une moyenne de 7 590 €/ha.
Pour une comparaison entre les appellations, on peut aussi prendre les prix pratiqués en vrac (en € pour une tonneau de 900 litres) officiellement pour le calcul des fermages en 2023, qui fournissent une hiérarchie :
- 833,5 € (92,5 €/hl) pour du bordeaux rouge ;
- 1 258 € (140 €/hl) pour du bordeaux blanc ;
- 1 702,5 € (189 €/hl) pour du graves rouge ;
- 1 780 € (198 €/hl) pour du graves blanc ;
- 1 928 € (214 €/hl) pour du cérons ;
- 4 256 € (473 €/hl) pour du pessac-léognan rouge ;
- 4 450 € (494,5 €/hl) pour du pessac-léognan blanc.

Les prix dans le commerce sont évidemment bien plus élevés, variant considérablement en fonction du nom du producteur.